# Cerro Artigas
Cerro Artigas (daw.: Cerro Ventura) – wzgórze o wysokości 215 m n.p.m. w paśmie Cuchilla Grande w południowym Urugwaju, w departamencie Lavalleja. Położone jest około 4 km na wschód od miasta Minas, przy drodze krajowej Ruta 8.
Nazwa pochodzi od imienia José Gervasio Artigasa, urugwajskiego bohatera narodowego. Na jego szczycie znajduje się pomnik, którego rzeźbienie zaczął José Belloni, a dokończył jego syn.